# Oliver Schwarz

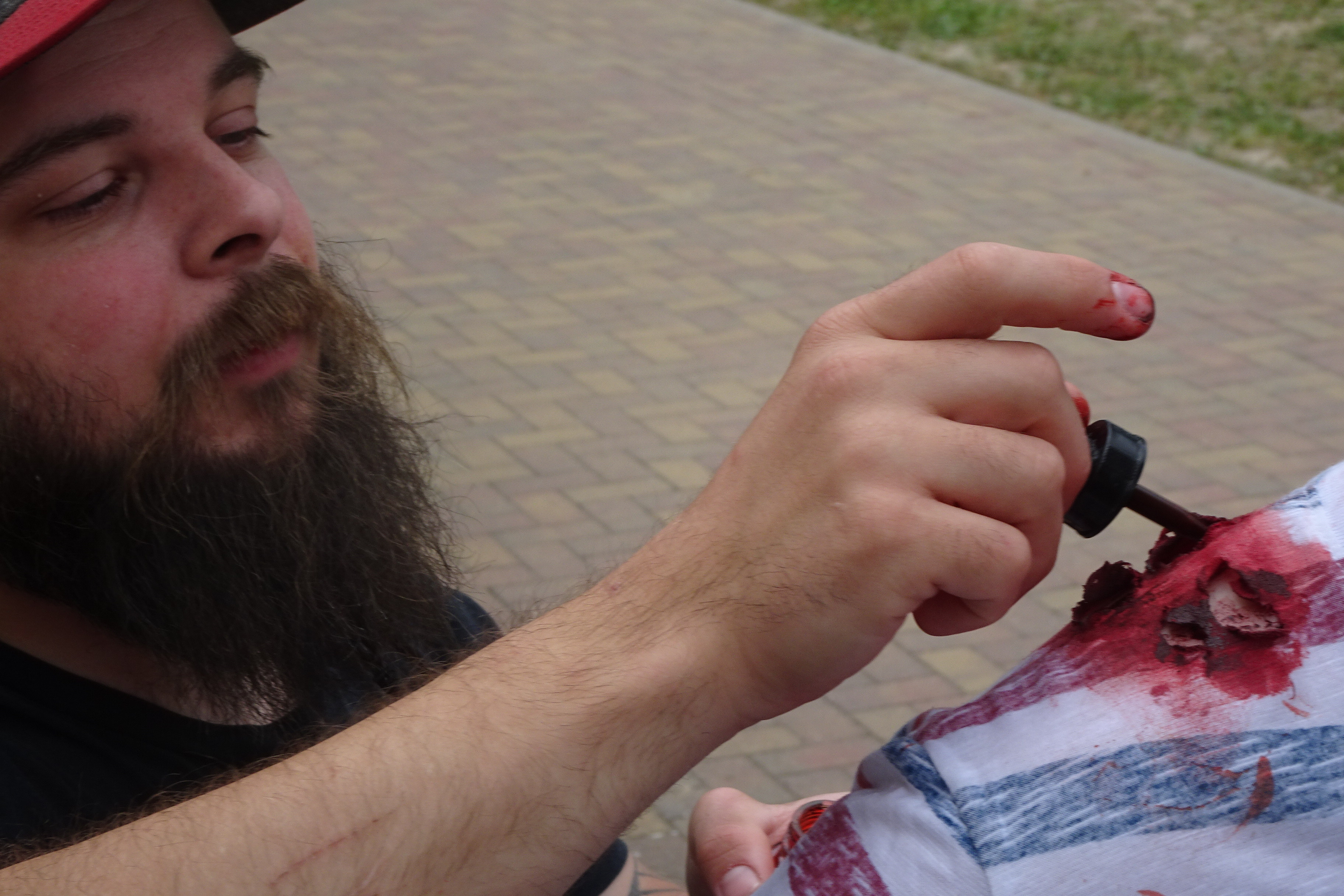
Oliver Schwarz am Filmset von "Sommer 94" in Neetzow, Juli 2021

Oliver Schwarz (* 1989 in Wittenberg) ist ein deutscher Filmregisseur, Filmeditor, Kameramann, Maskenbildner und Spezialeffektekünstler aus dem Bereich des Independentfilms.

## Filmschaffen
Oliver Schwarz wurde überregional mit seinem Kurzfilm Birth bekannt. Dieser war ursprünglich als einmaliger Effectshot gedacht, wurde aber von ihm und seinem Bruder Basti als Story kurzerhand weiter entwickelt. Es handelt sich dabei um eine Hommage an die berühmte Geburtszene des Aliens aus dem gleichnamigen Horrorfilmklassiker von Ridley Scott. Dabei entstand auch spontan das Firmenlogo „Schwarz FX“.
Bei seinem zweiten Kurzfilm Sommer ´94 war er wieder zusammen mit seinem Bruder, einem Drehbuchautor, an Skript und Regie beteiligt. Daneben war er auch für die Ausführung der Effekte bei diesem Jugendabenteuer zuständig, der als Hommage an Die Goonies und Stand by Me angelehnt ist. Der Kurzfilm erhielt vor allem im Ausland diverse Publikumspreise (u. a. in Frankreich, der Ukraine, der USA), Produziert wurde das Projekt mithilfe der MV Filmförderung und dem Indielabel „High 5 Pictures“ aus Anklam. Dem hiesigen Publikum wurde Sommer 94  durch seine Aufführung in der Sektion „Get Shorty“ beim bundesweiten „Fantasy Filmfest“ im Jahr 2023 bekannt. Eine Auswertung auf Blu-ray erfolgt im Herbst 2025 durch ein österreichisches Label.
Für seinen dritten Kurzfilm, das Gothicdrama „Für Elise“, schrieb Schwarz nicht nur die Geschichte über menschliche Verlustängste und den daraus resultierenden Neuanfang, sondern baute die Requisiten und ließ mehrere stilistische Elemente ebenfalls mit einfließen. Die Drehzeit und Produktion betrug fast zwei Jahre. Für die Hauptrolle konnte Theaterschauspielerin Friederike Serr (Ein großer Aufbruch) gewonnen werden. Eine Veröffentlichung soll im Herbst 2025 erfolgen.
Der vierte Kurzfilm, der den Arbeitstitel Das Schlaflied trägt, befindet sich aktuell in der Vorbereitung und Planung. Dabei handelt es sich um eine fantasievolle Gruselgeschichte um Kinder, Monster und Märchen mit einem bitterbösen Twist. Die Dreharbeiten starten im August 2025. 
Neben seinem eigenen Filmschaffen baut der Künstler auch Masken und Figuren für andere Filmprojekte (u. a. Born Dead 2; Backwood: The Barn Massacre; Bernd – Operation Germanenkind).

## Privat
Seine Kindheit und Jugendzeit verbrachte Schwarz zusammen mit seinem Bruder in Wittenberg. Sie drehten im Kindesalter bereits Filme. Geprägt wurde ihre Filmleidenschaft u. a. durch Horrorfilme, Fantasyepen, Dramen und Actionfilme. 
Schwarz arbeitet und lebt mit seiner Familie in der Nähe von Greifswald. Hauptberuflich arbeitet er am Theater als Bühnentechniker.

## Filmografie (Kurzfilme)
- 2020: Birth (Co-Regie, Drehbuch, Effekte)
- 2022: Sommer '94 (Co-Regie, Drehbuch, Effekte)
- 2025: Für Elise (Kurzfilm) (Regie, Drehbuch, Effekte)

## Auszeichnungen (Auswahl)
- 2023: BRUKIVKA International Film Festival, Special Mention "Sommer '94"
- 2023: GOSH Film Festival, Audience Award "Sommer '94"
- 2023: YIKES Film Festival, Fan Favorite "Sommer '94"
- 2023: Carnival of Darkness: The Haunted Pamlico Film Festival, Beste Spezialeffekte "Sommer '94"
- 2023: Monster Fest Australia, Best International Short "Sommer '94"

## TV-Auftritte
- 2023: Frühstücksfernsehen, Sat.1
- 2024: Nordmagazin, NDR

## Trivia
Schwarz dreht seine fast eigenständig finanzierten Kurzfilme überwiegend mit einer aus einem kleinen Freundes- und Bekanntenkreis bestehenden Crew. 
Sein Markenzeichen sind seine handgemachten Spezialeffekte. 
Für einen Teil des Promotrailers von Simon Spachmanns "Dark Dayz" (2021) war er zusammen mit Kai Rottmann (Live or let die) für die Masken und das Make-up verantwortlich. Effekte wurden u. a. von Frank Schröter technisch umgesetzt.
Der tote Vogel aus "Sommer '94" wurde in dem Teenagerkrimi "Das Versteck" (2022) des Neubrandenburgers Leonard Schnell (Am Boden) in einem Cameo wiederverwendet.
Als Schüler war Schwarz als Gitarrist mit einer Rockband unterwegs gewesen.